# Ognissanti (Florenz)

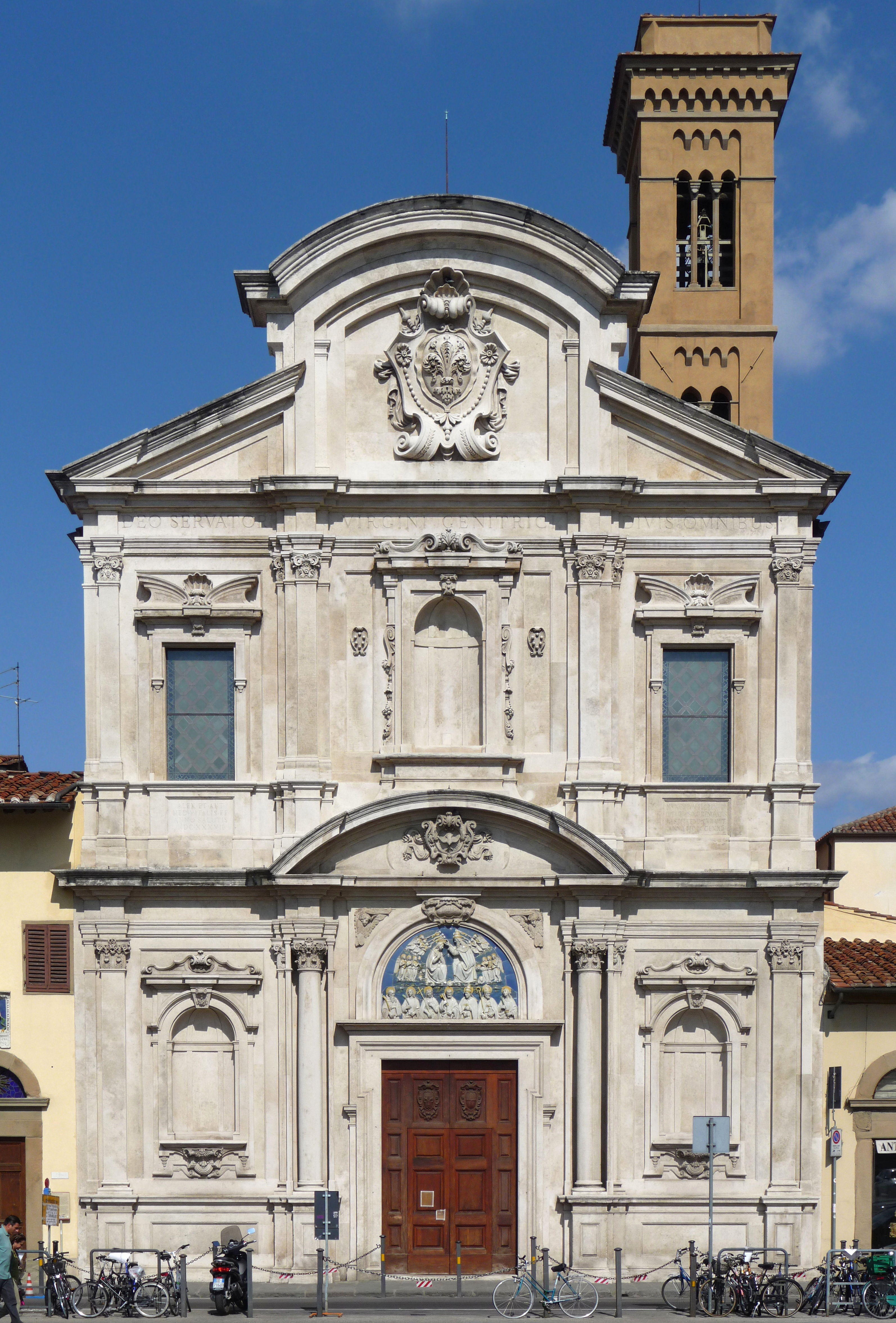
Ognissanti, Florenz

San Salvatore di Ognissanti oder kürzer Ognissanti (ital. für „Allerheiligen“) ist eine franziskanische Kirche in Florenz in Italien. Sie wurde durch die Ordensgemeinschaft der Humiliaten gegründet und ist dem Erlöser und allen bekannten Heiligen wie Märtyrern geweiht. Die Kirche gab auch dem Stadtviertel seinen Namen.

## Geschichte
Die Kirche war Teil einer Klosteranlage, die 1251 durch Humiliaten gegründet wurde, die 1239 aus Alessandria in der Lombardei nach Florenz gekommen waren. Der Laienorden, der Männern und Frauen offenstand, hatte sich zu Armut und körperlicher Arbeit verpflichtet. Hauptsächlich stellten sie Produkte aus Wolle sowie Glas her. In der Toskana ließen sie sich zuerst drei Kilometer nordwestlich von Florenz (bei San Donato in Polverosa im heutigen Stadtteil Novoli) nieder. 
Der Umzug von 1251 an den Stadtrand, noch außerhalb der Stadtmauern, hatte vor allem praktische Gründe: Hier mündete der kleine Fluss Mugnone in den Arno, der das zum Färben der Wolle benötigte Wasser lieferte und den Betrieb von Wassermühlen, bzw. Walkmühlen ermöglichte. Um die Wasserkraft noch besser ausnutzen zu können, errichteten die Ordensangehörigen das heute noch bestehende Wehr Pescaia di Santa Rosa und ein Netz von Kanälen. 
Für das Konvent wurde zunächst ein Oratorium an einem Weg zur Stadt hin (ital. borgo) gebaut, bis zwischen 1278 und 1294 eine ganze Anlage mit Kirche fertiggestellt war. Auch der schmale Campanile stammt wohl aus dieser Zeit (seine vier Glocken sind aus dem 18. Jahrhundert). Durch die Errichtung von Produktionsstätten und Wohnhäusern für die Arbeiter entstand ein kleines Viertel um das Konvent. Dies hatte Folgen für den Einfluss der Humiliaten in der Stadt. Bereits Ende des 13. Jahrhunderts wurden ihnen Positionen in der städtischen Verwaltung angeboten. Reiche Familien in der Umgebung bedachten das Kloster mit Spenden.
So wurde 1310 Giottos Maestà, eine thronende Madonna, als Hochaltarretabel installiert (heute in den Uffizien), ebenso das große, gemalte und vergoldete Triumphkreuz (noch heute dort) und seine Grablegung Mariae (Dormitio Virginis), eine flachgiebelige Altartafel, die sich heute in der Berliner Gemäldegalerie findet. Diese drei Werke werden schon von Lorenzo Ghiberti in seinen Commentari erwähnt, das unter anderem eines der frühesten Kunstgeschichten darstellt, und wurden auch von Giorgio Vasari  in seiner Vita Giottos beschrieben.
Im 16. Jahrhundert schwand der Einfluss der Humiliaten. In der Lombardei wurde der Orden nach Konflikten aufgelöst, zudem verdrängte in Florenz die Produktion von Seide die der Wolle mehr und mehr. Auf Betreiben Cosimo I. de’ Medicis übernahmen 1571 Minoriten die Konventsgebäude. Ihr ursprüngliches Kloster auf dem Monte alle Croci, einem Hügel südlich des Arno, war 1529 bei der Belagerung durch Truppen Karls V. stark beschädigt worden (die nahe gelegene Kirche San Salvatore al Monte hat sich hingegen erhalten). Sie übertrugen bedeutende Reliquien aus ihrem bisherigen Sitz in ihr neues Kloster, v. a. ein Ordensgewand des heiligen Franziskus, das er getragen haben soll, als er 1224 in La Verna die Stigmata empfing (die Reliquie befindet sich heute in La Verna). Nach Renovierung und Erweiterungen wurde die Kirche 1582 als San Salvatore ad Ognissanti wieder geweiht. Ab Anfang des 17. Jahrhunderts wurde das Kircheninnere und die Fassade im barocken Stil erneuert.
Nach einer ersten Schließung 1810 wurde das Kloster endgültig 1866 aufgelöst. Seit 1923 dienen Teile der Räumlichkeiten als Polizeistation. Die Kreuzgänge, der Kapitelsaal und das Refektorium sind ein Museum. Eine kleine franziskanische Gemeinschaft lebt heute wieder vor Ort.

## Die barocke Ausgestaltung
Der einschiffige Innenraum von 14 × 95 Metern und einem tiefen Querschiff, das mit mehreren Kapellen ausgestattet ist, zeigt fast intakte Schichten seiner Baugeschichte, da es neben Santissima Annunziata die einzige unter den großen Kirchen von Florenz ist, die nicht wesentlichen Restaurierungen unterzogen wurde.
Die Minoriten errichteten gleich nach dem Umzug links der Kirche die beiden Kreuzgänge , die sie von Jacopo Ligozzi und Giovanni da San Giovanni mit Fresken über das Leben des heiligen Franziskus ausmalen ließen. Ab 1602 wurden zudem Porträts bedeutender Ordensmitglieder angebracht. Das Fresko des Kuppelinnern mit einem Heer frohlockender und musizierender Cherubim (Gloria d'angeli, 1616) stammt ebenso von Giovanni da San Giovanni.
1627 wurde die Kirche nach einem Entwurf des Architekten Matteo Segaloni mit der leitenden Unterstützung von Sebastiano Pettirossi im Auftrag von Ferdinando II. de’ Medici nahezu vollständig im Barockstil umgebaut und gehört damit zu den ersten Beispielen dieses Stils in der ansonsten von der Renaissance geprägten Stadt Florenz. Auf dem umlaufenden Gesims findet sich das Wappen Giovanni Battista de Ambras, der den Umbau wohl finanzierte. Die von Außen noch zu erkennenden Spitzbogenfenster wurden durch rechteckige ersetzt.
Zwischen den Fenstern befinden sich Medaillons mit Halbfiguren von vornehmlich franziskanischen Heiligen (Anton Domenico Bamberini, 1687), Stuckarbeiten und die Uhr an der rechten Wand stammen von Attilio Casini. Bei dieser Umgestaltung wurde auch die Apsis erneuert. Hier wurde ein neuer Hochaltar aufgestellt, der mit in der damaligen Zeit in Florenz sehr geschätzten Pietra-dura-Mosaiken nach einem Entwurf Jacopo Ligozzis verziert wurde. Die illusionistische Ausmalung des Gewölbes erfolgte erst 1770.

### Die Barockfassade
1637 wurde die Fassade nach Plänen von Matteo Nigetti, einem Schüler Bartolomeo Ammanatis, ebenso barock umgestaltet. Die zweistöckige Fassade wird von einem gesprengten Dreiecksgiebel überfangen, dessen runder Abschluss auf halber Höhe wiederkehrt. Die Stockwerke werden durch flache Pilaster gegliedert, die die umgekehrte klassische Säulenordnung (unten korinthische, darüber ionische, im Giebel dorische Kapitelle) zeigen. Sie flankieren durch bauplastischen Schmuck verzierte Fenster und Nischen, für die ursprünglich Statuen vorgesehen waren.
Ursprünglich aus dem lokalen Pietra Serena erbaut, wurde die Fassade 1872 aufgrund ihres schlechten Zustands mit Travertin, einem für die Florentiner Tradition fremden Stein, vollständig erneuert. Dabei wurde das Fenster über dem Mittelportal durch eine Nische ersetzt und das vormalige Wappen der Medici durch die Lilie der Stadt Florenz (die die Erneuerung finanziert hatte) ersetzt. Für die Fassade Nigettis waren zuvor die Brüder Antonio und Alessandro de’ Medici aufgekommen, die aus einer Familie konvertierter Juden stammten (sogenannte „Neofiti“), die unter dem Schutz der Medici standen und auch ihren Namen und das Wappen tragen durften.
Über dem Portal fällt ein halbrundes Terrakotta-Relief mit der Krönung Mariens ins Auge. Das wohl etwa 1510 entstandene Werk wurde als Bogenfeld in die Barockfassade integriert. Durch die charakteristische blau-weiße Glasur galt es lange Zeit als Werk der Künstlerfamilie della Robbia, wird heute jedoch dem Epigonen Benedetto Buglioni zugeschrieben. 

## Ausstattung
Die Kirche wurde zwischen 1251 und 1260 fertiggestellt. Durch die erwähnten Spenden konnten die Humiliaten ihre anfänglich sehr einfache Kirche mit wertvollen Kunstwerken ausstatten. So schmückte eine großformatige Madonna mit Kind von Giotto ursprünglich den Hochaltar der Kirche (heute in den Uffizien). Die Restaurierung eines Kruzifix im linken Querschiff führte zu der Erkenntnis, dass auch dieses Werk Giotto zuzuschreiben ist (um 1315). Taddeo Gaddi, ein Schüler Giottos, freskierte zwischen 1355 und 1360 die Sakristei mit einer Kreuzigung.
Über dem zweiten Altar auf der rechten Seite, den die Vespucci Elisabeth von Portugal weihten, befinden sich zwei sehr frühe Fresken Domenico Ghirlandaios von um 1473. Oben im Bogen ist die Madonna della Misericordia (Schutzmantelmadonna) dargestellt, die die Mitglieder der Stifter-Familie Vespucci beschützt. Diese Geste geht auf den im Mittelalter vor allem in Nordeuropa verbreiteten Rechtsbrauch zurück, nach dem Adlige verfolgten Personen Asyl gewähren konnten, indem sie sie mit ihrem Mantel bedeckten. Im Bild von Ghirlandaio steht Maria auf einem Sockel, dessen Inschrift lautet, dass die Welt von der Barmherzigkeit Gottes erfüllt ist. Unter den abgebildeten, nach Geschlechtern getrennten Familienmitgliedern befindet sich auch der namensstiftende Amerika-Erforscher Amerigo Vespucci als etwa 20-jähriger (links hinter der Muttergottes). Sein gleichnamiger Großvater ist hier begraben.
Das Fresko darunter, eine Kreuzabnahme mit Pietà, schmückte ursprünglich eine andere Wand in der Kirche. Es entstand wohl etwas später und könnte auch von Domenicos Bruder Davide stammen.
Ognissanti bewahrt zwei, ganz ähnlich komponierte Fresken von Ghirlandaio und dem kaum älteren Sandro Botticelli aus dem Jahr 1480, bevor beide nach Rom gingen, um dort die Sixtinische Kapelle zu freskieren. Ursprünglich befanden sich die aufeinander bezogenenen Darstellungen der Heiligen Augustinus und Hieronymus nebeneinander auf der, dem Längsschiff zugewandten Seite des Lettners (ital. tramezzo), der einmal den, dem Konvent vorbehaltenen Chor vom Raum für die Pfarrgemeinde trennte. Bei dessen Entfernung 1564 durch Giorgio Vasari wurden die etwa eineinhalb Quadratmeter großen Fresken abgenommen (entlang der Ränder leicht beschädigt) und zwischen dem dritten und vierten Seitenaltar einander gegenüber gehängt. 
Beide Heilige lebten um 400, werden aber in sehr ähnlichen, zeitgenössischen Studierzimmern des 15. Jahrhunderts gezeigt. Botticellis Augustinus ist nachdenklich, mit gerunzelter Stirn, im Begriff, etwas zu schreiben, wirkt aber gleichzeitig entrückt. Sein in weite Ferne gerichteter Blick und die ergriffen auf die Brust gelegte Hand zeigen, dass er eine Vision erfährt. Der Zeiger, der im Rücken des Augustinus sichtbaren (24-stündigen) Uhr, steht zwischen „XXIIII“ und „I“, und Augustinus berichtet, dass er eines Nachts über die Glückseligkeit der Heiligen nachgedacht und den Plan gefasst habe, Hieronymus in Betlehem darüber zu schreiben. Der Raum plötzlich mit Licht erfüllt, sei ihm Hieronymus in einer Vision erschienen und habe ihm bedeutet, dass man dieses Glück nicht beschreiben, sondern nur erleben könne. Später erfährt Augustinus, dass Hieronymus in dieser Nacht gestorben war. Nicht nur für den Skeptiker Augustinus war die Frage, ob das „Licht der Erkenntnis“ intellektuell oder nur durch mystische Schau zu erlangen sei, charakteristisch, auch die Zeit der Renaissance, wie auch Botticelli selbst, waren vom Zwiespalt zwischen aufklärerischem Humanismus und christlichem Glauben geprägt.
Am Sturz über dem Heiligen prangt das Wappen der auftraggebenden Familie Vespucci. Auf dem Tisch steht hinter dem Lesepult eine aufwendig verzierte Mitra – ein Hinweis auf Augustinus’ Bischofsamt im nordafrikanischen Hippo. Als Pendant zur Uhr, ist links eine Armillarsphäre zu sehen. Im aufgeschlagenen Buch im Regal hinter Augustinus sind die meisten Worte unleserlich bis auf wenige Sätze: in diesen macht sich Botticelli über einen weggelaufenen Mönch lustig.
Das Hieronymus-Bild von Ghirlandaio zeigt deutliche Einflüsse der altniederländischen Malerei, insbesondere einer Tafel Jan van Eycks mit dem gleichen Motiv, welches sich damals im Besitz der in Florenz herrschenden Familie Medici befand. Wie dieser stellt Ghirlandaio eine Fülle von Details dar, die Einblicke in die Lebenswirklichkeit dieser Zeit erlauben (Brille, Schere, Löschpulver und den in Florenz sicher untypischen Tischteppich). Das Bild ist in römischen Ziffern datiert, die veristisch in die Seite des Schreibpults geritzt sind. Neben zahlreichen Gefäßen und Schachteln entdeckt man im Regal auch den Kardinalshut von Hieronymus, Zeichen seines hohen kirchlichen Amtes. Die lesbaren hebräischen, griechischen und lateinischen Schriftzeichen geben einen Hinweis darauf, dass der Heilige gerade an der Vulgata (Übersetzung der Bibel in die lateinische Sprache) arbeitet. Hieronymus blickt den Betrachter direkt an, lässt so seine Entgegnung widerhallen und ebenso seinen nahen Tod.
Ognissanti war Botticellis Gemeindekirche, er wurde im Stadtviertel geboren und auch sein Atelier befand sich später hier. So wurde er ehrwürdig auch in der Kirche begraben: ein runder Stein mit seinem eigentlichen Namen, Alessandro di Mariano di Vanni Filipepi, in einer Kapelle des rechten Querschiffs markiert sein Grab. Auch die von ihm verehrte Simonetta Vespucci wurde hier bestattet, der Ort ist jedoch über die Zeit verloren gegangen. Die junge Florentinerin hatte ihm vermutlich bei seinen Bildern der Geburt der Venus und der Primavera Modell gestanden. Ebenfalls in der Kirche begraben ist Caroline Bonaparte, jüngste Schwester Napoleons. Als Ehefrau Joachim Murats war sie sieben Jahre lang Königin des Königreichs Neapel.

### Das Museo del Cenacolo del Ghirlandaio

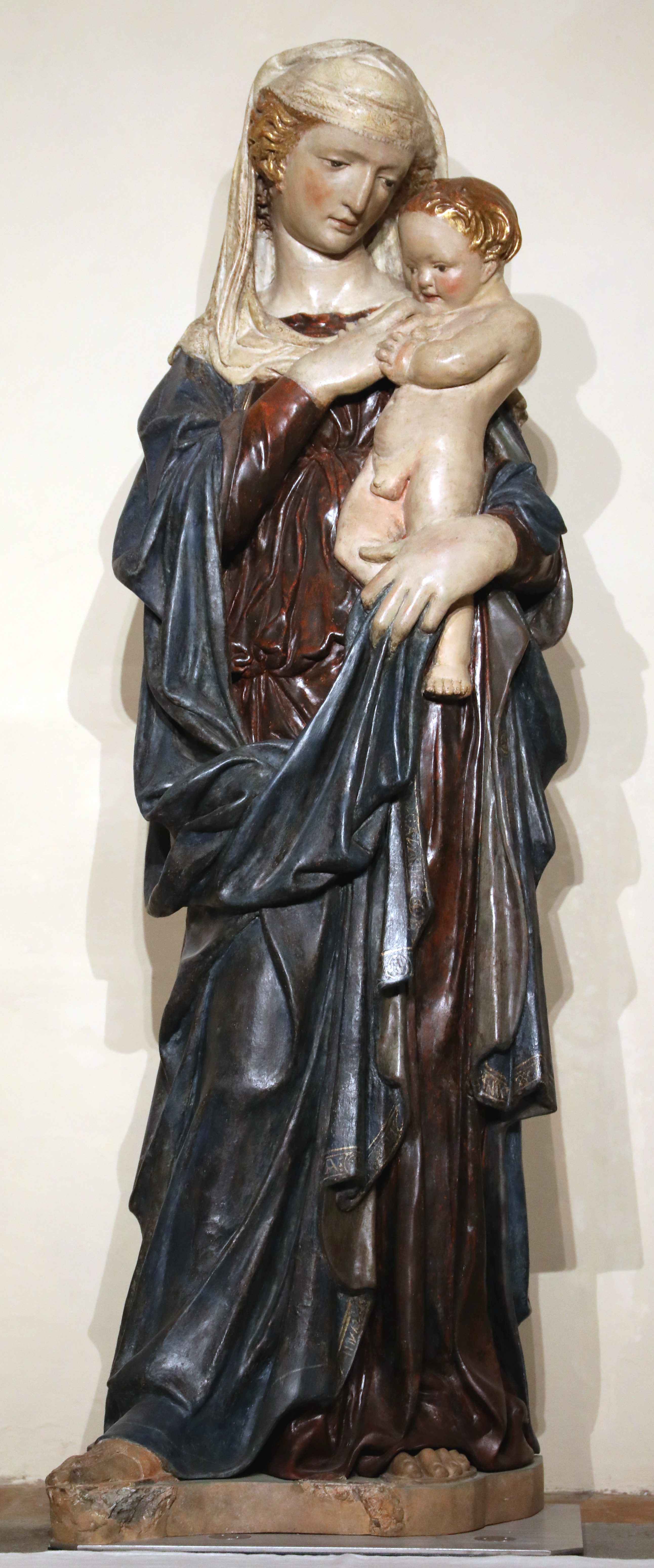
Nanni di Bartolo, Jungfrau und Kind, um 1420–23

In dem im Konvent eingerichteten Museo del Cenacolo del Ghirlandaio ist neben dem Letzten Abendmahl (ital. cenacolo) auch eine 1,40 Meter große Madonnenfigur von Nanni di Bartolo, einem der wenigen Schüler Donatellos, zu sehen, die, so wird vermutet, schon für San Salvatore al Monte bestimmt war und mit dem Orden nach Ognissanti kam. Der Typ der ihr Kind kitzelnden Maria (ital. Madonna del Solletico) wird auf 1420 bis spätestens 1423 datiert, als Nanni aufgrund von Schulden überstürzt aus Florenz floh und sich im Veneto niederließ und dort weiter als Bildhauer arbeitete. Es gibt keine Dokumente zu der Terrakottastatue, doch ist seit ihrer Zuschreibung an Nanni (1966) nie an dieser gezweifelt worden und die farbige Fassung und Vergoldung ist original.

#### Das letzte Abendmahl
Außer den Bildern in der Kirche freskierte Ghirlandaio 1480 an der hinteren Wand des Refektoriums, das sich zwischen den beiden Kreuzgängen befindet, eine Darstellung des letzten Abendmahls (im selben Raum hat sich an der linken Wand die Vorzeichnung erhalten), die vermutlich das gleichnamige Bild Leonardo da Vincis in Mailand beeinflusst hat. Ghirlandaios Werk markiert einen weiteren Schritt auf dem Weg zur Aufhebung der Grenze zwischen Real- und Bildraum. Der gemalte Abendmahlsraum scheint als Fortsetzung des Betrachterraumes gleichsam betretbar. Die tatsächlichen Gewölbe des Refektoriums setzen sich im Bild fort, die Mittelkonsole gilt gleichermaßen der realen wie der gemalten Architektur.
Die natürliche Lebensgröße der Figuren unterstützt die Identifizierungsmöglichkeit des Betrachters mit den Gestalten. Im Hintergrund öffnet sich die Wand scheinbar in den Klostergarten, in dem Pflanzen und Vögel mit ebensolcher Detailtreue gemalt sind wie der Pfau an der rechten Schmalwand. Wie begeistert seine Zeitgenossen von diesem Werk waren, zeigt die Tatsache, dass Ghirlandaio zwei Jahre später mit einer Wiederholung für das Refektorium von San Marco beauftragt wurde.

## Galerie

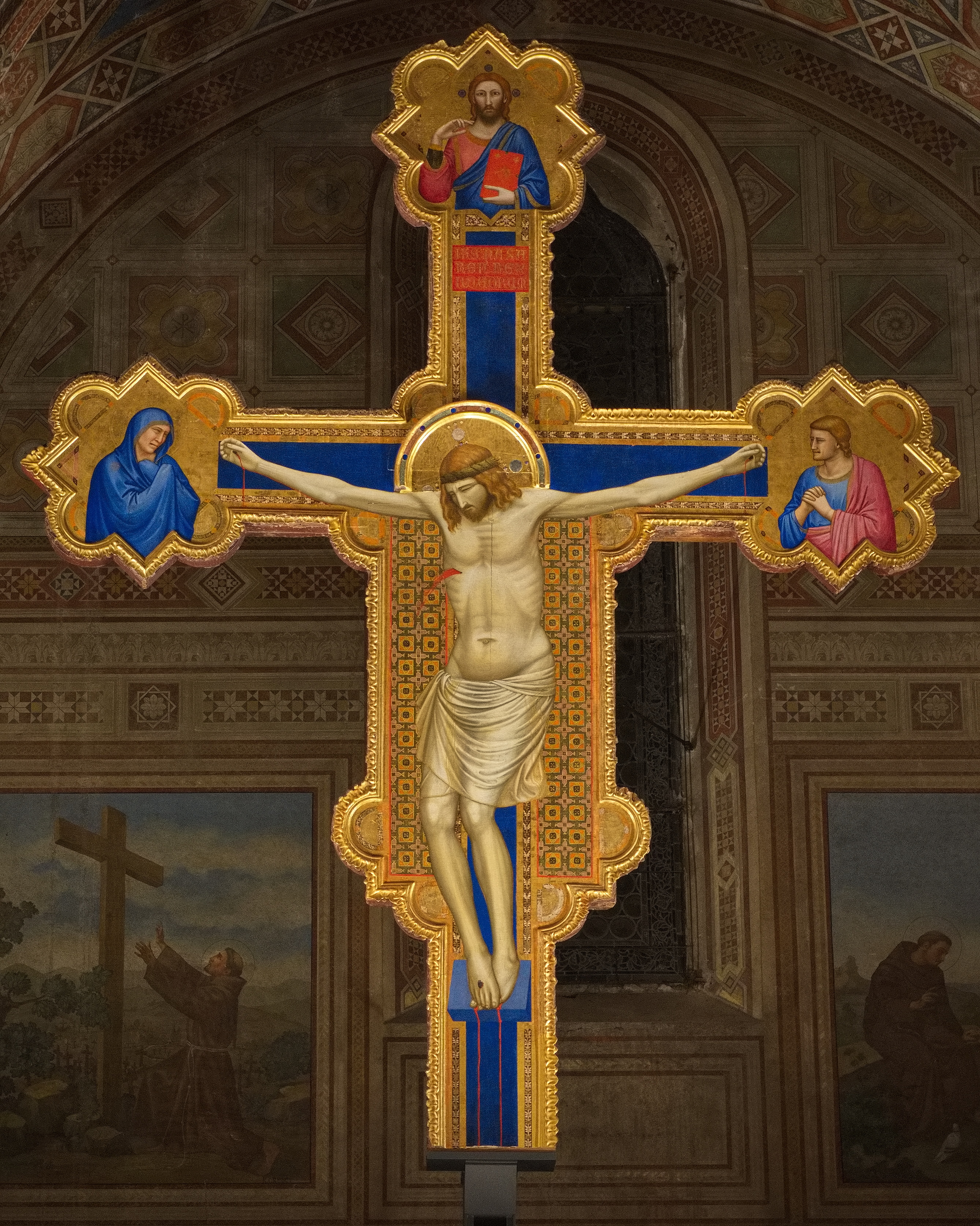
Giotto: Kruzifix, 1315
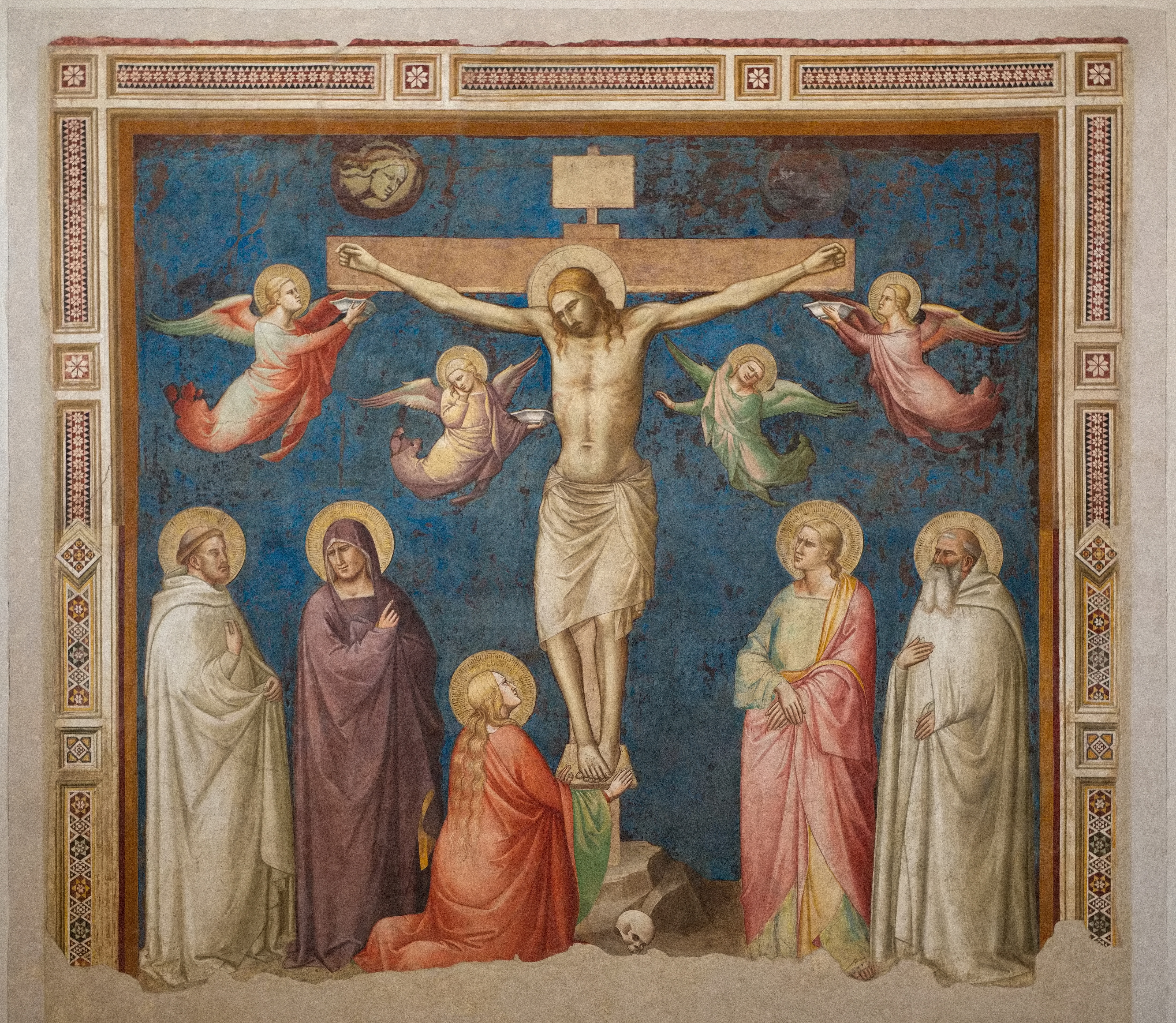
Taddeo Gaddi: Kreuzigung (Sakristei), um 1355–60
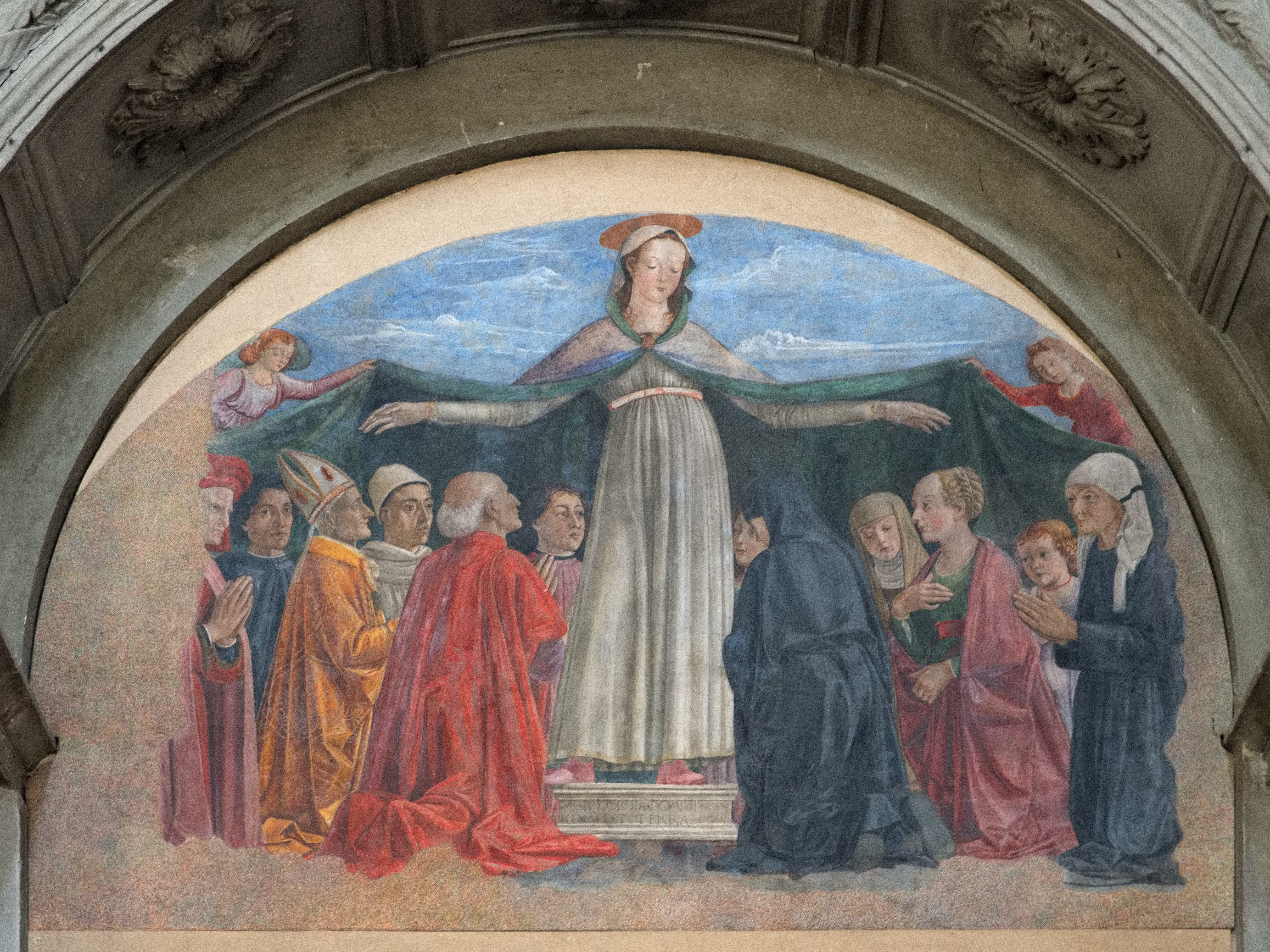
Domenico Ghirlandaio: Madonna della Misericordia  (Vespucci-Kapelle), um 1473
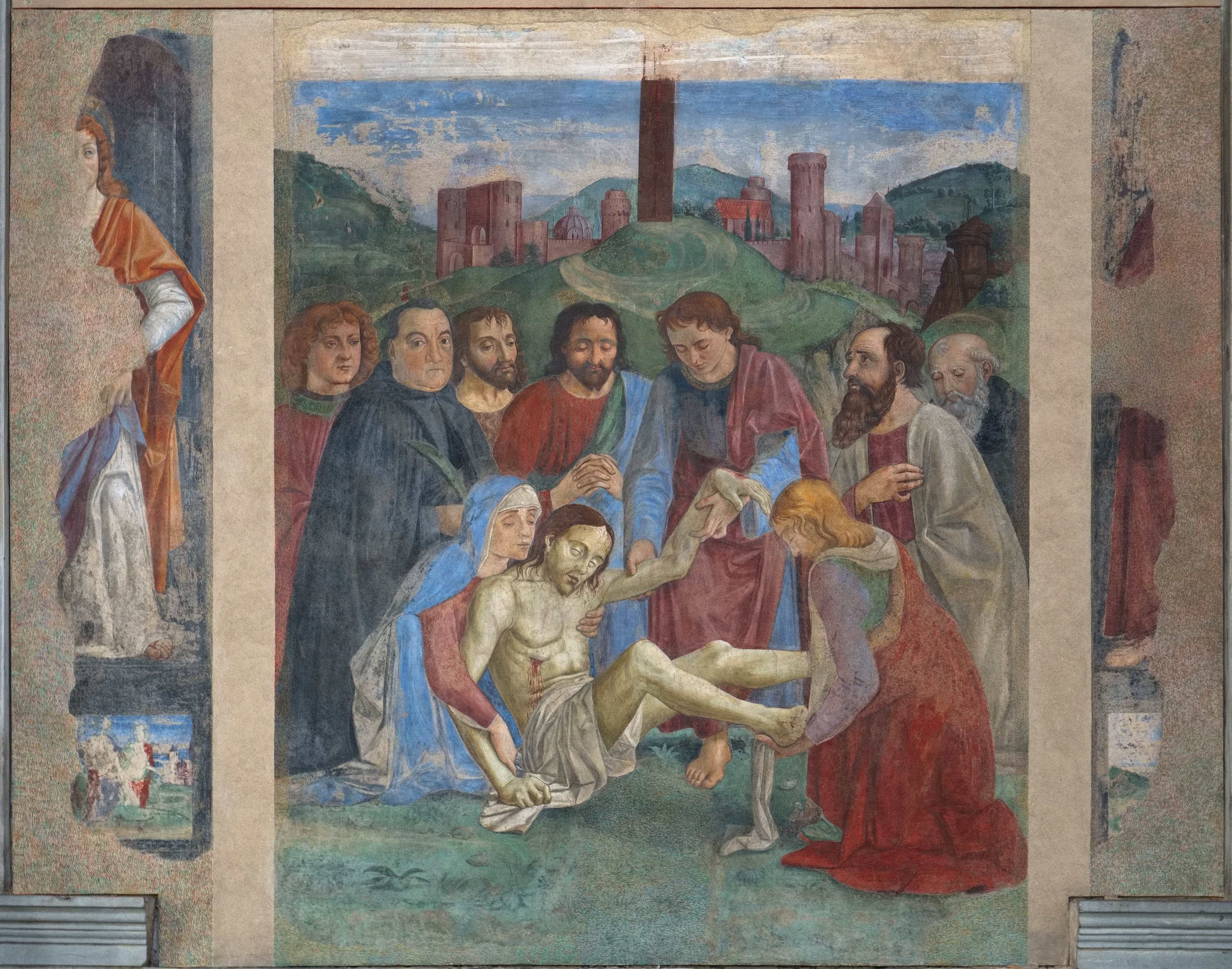
Domenico oder Davide Ghirlandaio: Kreuzabnahme (unter der Schutzmantelmadonna), nach 1473
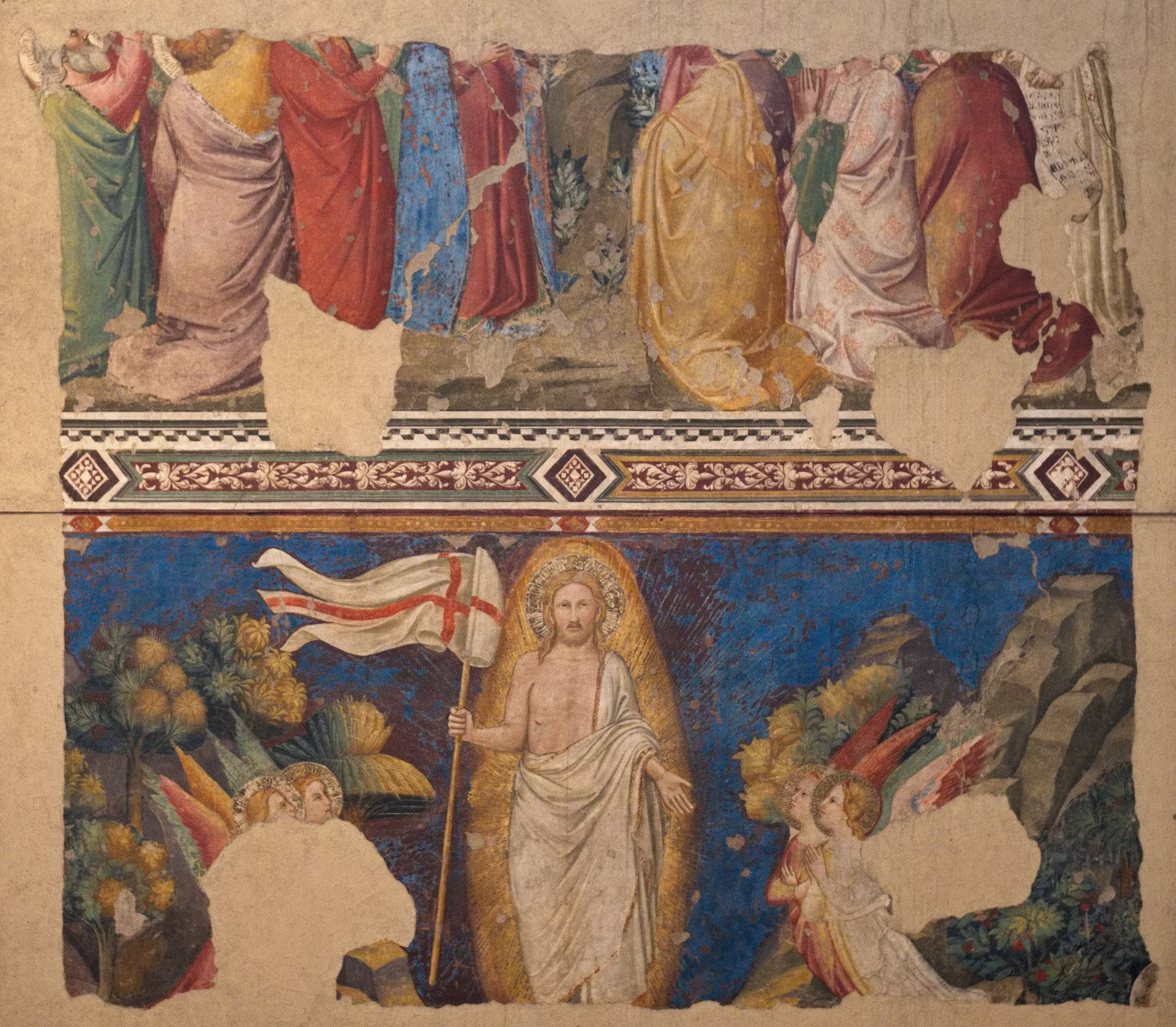
Freskofragment der Auferstehung Christi von Andrea Bonaiuti oder Pietro Nelli
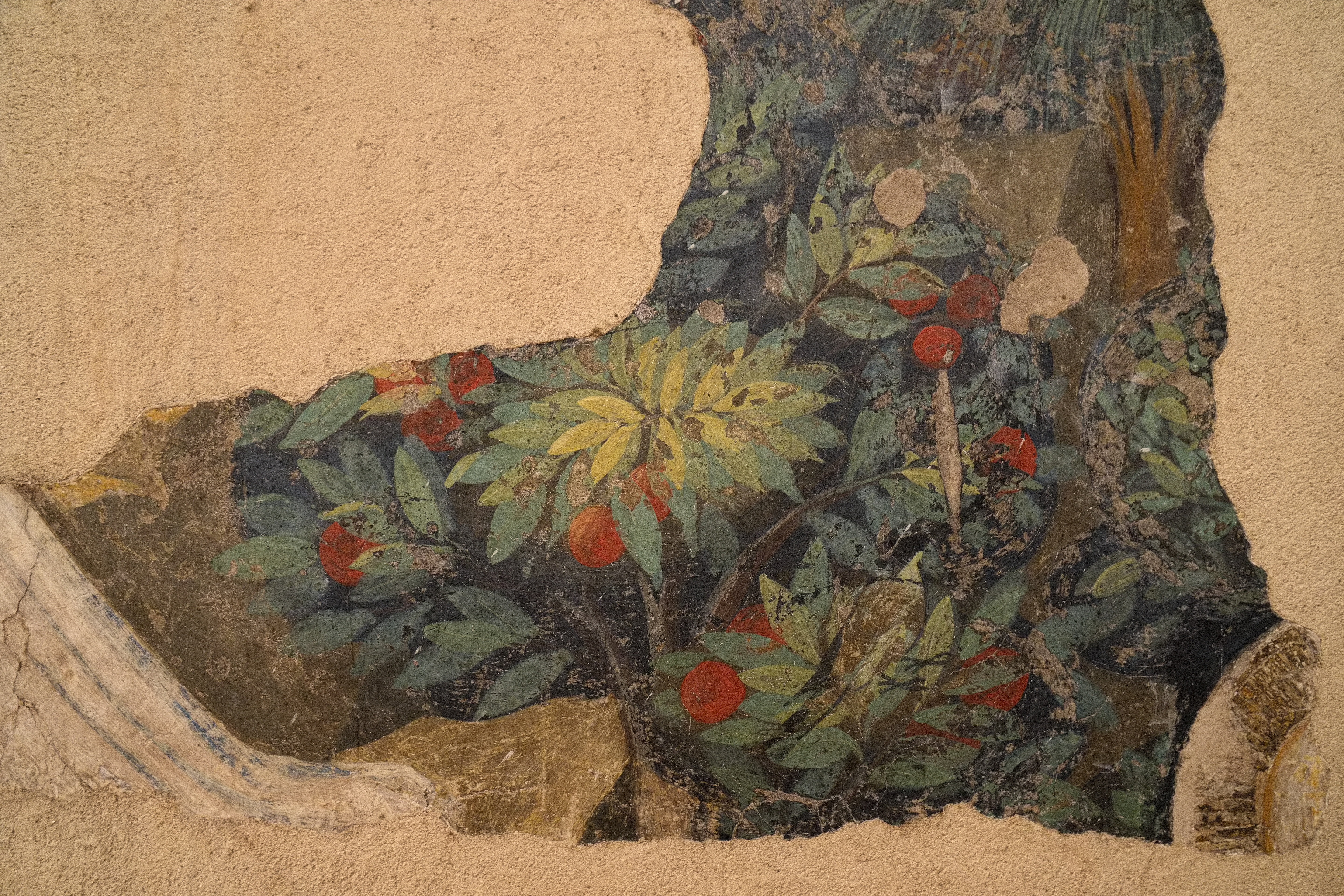
Freskofragment von Andrea Bonaiuti oder Pietro Nelli